# Frédéric Studer
Frédéric Studer (* 26. Mai 1926 in Muralto; † 22. Oktober 2005 in Lausanne) war ein Schweizer Maler und Zeichner sowie bekannt als Karikaturist «Urs».

## Leben
Studer absolvierte von 1944 bis 1948 eine Ausbildung als Zeichner und Lithograf in Lausanne.
Erste Zeichnungen veröffentlichte er ab 1953 in Paris-Match und L’illustré, später in der Gazette littéraire. Als Karikaturist hat er unter anderem für 24 heures und Brückenbauer gearbeitet.
Neben seiner Tätigkeit als Maler und Zeichner wurde Studer als Buchillustrator und Pressekarikaturist bekannt. Zudem produzierte er 1971 einen kurzen Trickfilm. Seine Werke wurden in zahlreichen Ausstellungen im In- und Ausland gezeigt.

## Weblink
- Philippe Kaenel: Studer, Frédéric. In: Historisches Lexikon der Schweiz.

| Personendaten    | Personendaten                              |
| ---------------- | ------------------------------------------ |
| NAME             | Studer, Frédéric                           |
| ALTERNATIVNAMEN  | Urs (Pseudonym)                            |
| KURZBESCHREIBUNG | Schweizer Maler, Zeichner und Karikaturist |
| GEBURTSDATUM     | 26. Mai 1926                               |
| GEBURTSORT       | Muralto                                    |
| STERBEDATUM      | 22. Oktober 2005                           |
| STERBEORT        | Lausanne                                   |